# Antonio Stoppani
Antonio Stoppani (Lecco, 24 de agosto de 1824 — Milão, 1 de janeiro de 1891) foi um padre católico italiano, patriota, geólogo e paleontólogo. Ele estudou a geologia da região italiana e escreveu um tratado popular, Il Bel Paese (italiano para "o belo país"), sobre geologia e história natural. Ele foi um dos primeiros a propor uma época geológica dominada por atividades humanas que alteraram a forma da terra.

## Vida

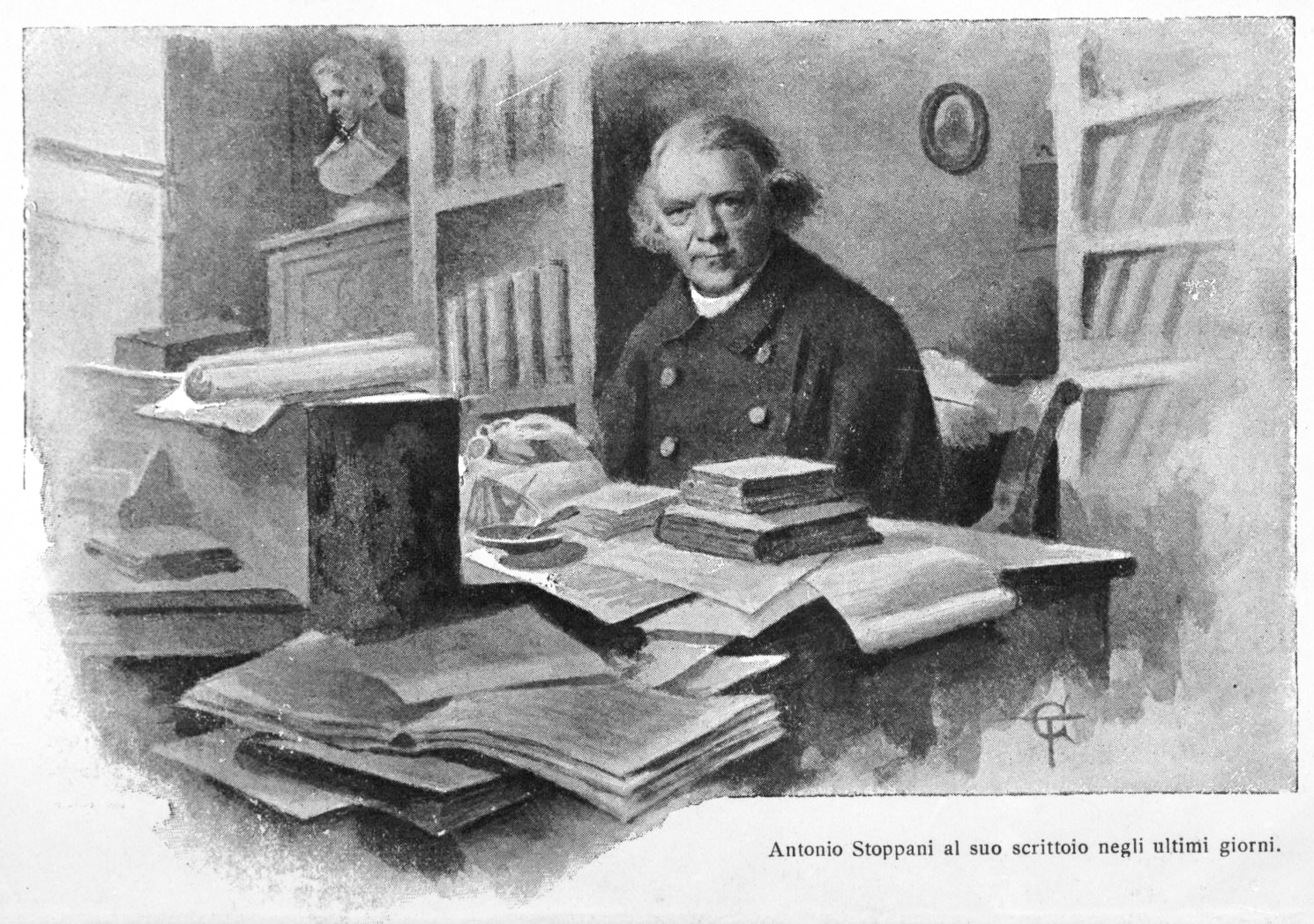
Antonio Stoppani no final de sua vida

Nascido em Lecco, Stoppani estudou teologia e tornou-se sacerdote na ordem dos Rosminianos. Ele foi ordenado em 1848, um ano de turbulência com o Cerco de Milão. Durante este cerco, os Cinco Dias de Milão, ele se tornou um herói por seu papel no uso de balões de ar quente para enviar mensagens para fora da cidade sitiada. Junto com Vincenzo Guglielmini, ele garantiu que os balões pudessem se mover sobre os muros da cidade do Seminario Maggiore di Porta Orientale e levar mensagens para reunir os italianos contra o Império Austríaco. Mais tarde, tornou-se professor de geologia no Real Instituto Técnico de Milão, e foi distinguido por suas pesquisas sobre o Triássico e o Liássico, formações do norte da Itália.

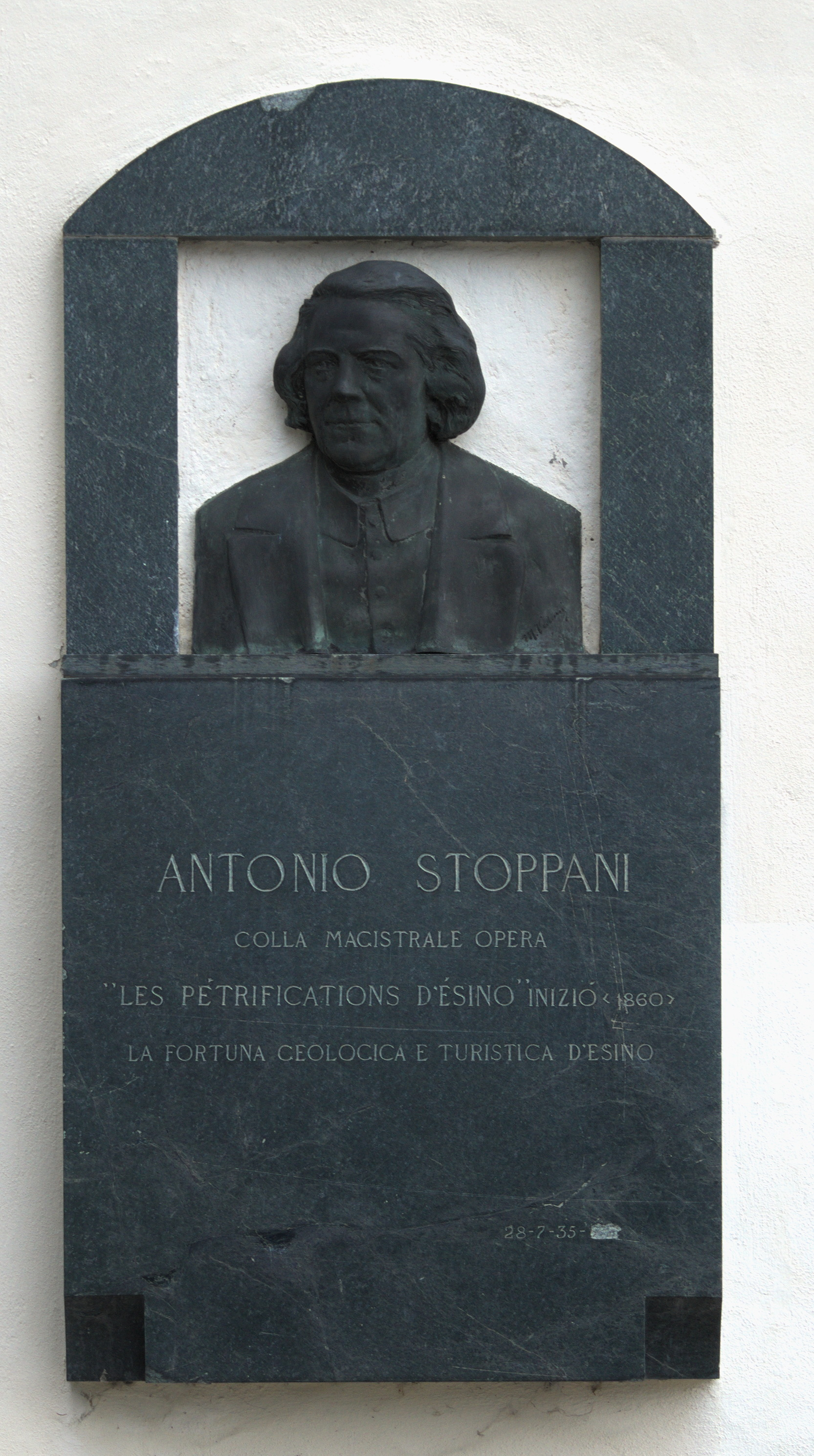
Placa na frente de Chiesa di San Giovanni em Esino Lario

Stoppani foi importante como um divulgador da ciência. Sua obra mais popular, Il Bel Paese, conversazioni sulle bellezze naturali la geologia e la geologia e la geografia fisica d'Italia (1876) ("O belo país, conversa sobre a beleza natural da geologia e a geografia física da Itália"), após o qual o queijo Bel Paese foi nomeado por Egidio Galbani (o invólucro do queijo incluía um retrato de Stoppani). Apresenta, por meio de 32 conversas didáticas, científicas, supostamente em frente a uma lareira, ideias e conceitos das ciências naturais, em linguagem acessível ao leitor médio do século XIX. Era tão popular que chegou a 120 edições em 1920 e era um livro didático nas escolas. Trata especialmente de curiosidades geológicas e da beleza da paisagem italiana. Ele comentou sobre os italianos que "não sabem quase nada sobre as belezas naturais do nosso país; mas se deliciam quando alguém o chama de jardim" e que os ingleses se apaixonam por apenas uma coisa e dedicam suas energias, emoções e vida para chegar mortos ou vivo no cume das montanhas. Sua introdução à história natural declarou que "o homem nunca deve desaparecer da natureza, nem a natureza deve desaparecer do homem". Stoppani, como muitos outros naturalistas clérigos do período, era um defensor do concordismo, uma escola de pensamento que procurava encontrar concordância entre os ensinamentos da Bíblia e as evidências da geologia. Ele promoveu a ideia de que os católicos precisavam aprender ciência e que a Bíblia deveria ser interpretada em vez de tomada literalmente. Ele também foi uma figura importante no "Alpinismo Católico", um movimento que buscava usar as montanhas para contar a glória de Deus. Stoppani foi, no entanto, um crítico das ideias de evolução que a publicação de Darwin trouxe para a Europa.

## Obras
Os trabalhos de Stoppani em paleontologia e geologia incluem:
- Paleontologie Lombarde(1858–1881)
- Les Pétrifications d'Ésino, ou Description des fossiles appartenant au dépôt triasique supérieur des environs d'Esino en Lombardie] (1858–1860)[9]
- Géologie et paleontologie des conches a Avicula Contorta en Lombardie (1860–1865)[10]
- Corso di geologia (3 vols, 1871–1873) vol. 1 | vol. 2 | vol. 3 ]
- Geologia d'Italia
  - Volume 1: Descrizione del terreni componenti il suolo d'Italia (1874)
  - Volume 2: L'Era Neozoica (1880)

Nesta última obra o autor discutiu a glaciação dos Alpes italianos e a história da Itália durante o Pleistoceno. Stoppani descreveu várias espécies de moluscos fósseis, enquanto outras espécies fósseis foram nomeadas em sua homenagem, incluindo Fedaiella stoppanii Marini 1896 (um caracol), Placochelyanus stoppanii Oswald 1930, Lymnaea stoppanianus Coppi, 1876 e Gyraulus (Gyraulus) stoppanii (Sacco, 1886). A maior parte de suas coleções está no Museo di Storia Naturale, em Milão, cujo prédio foi responsável por construir como diretor de 1882 a 1891. O Glaciar Stoppani na Tierra del Fuego recebeu o seu nome.
Stoppani era tio-avô de Maria Montessori, famosa por seu trabalho na educação; era tio da mãe de Maria, Renilde. O pintor italiano Giovanni Battista Todeschini (1857–1938) era seu sobrinho. Uma pintura a óleo de Stoppani feita por Todeschini é realizada no Museu Público de Lecco.

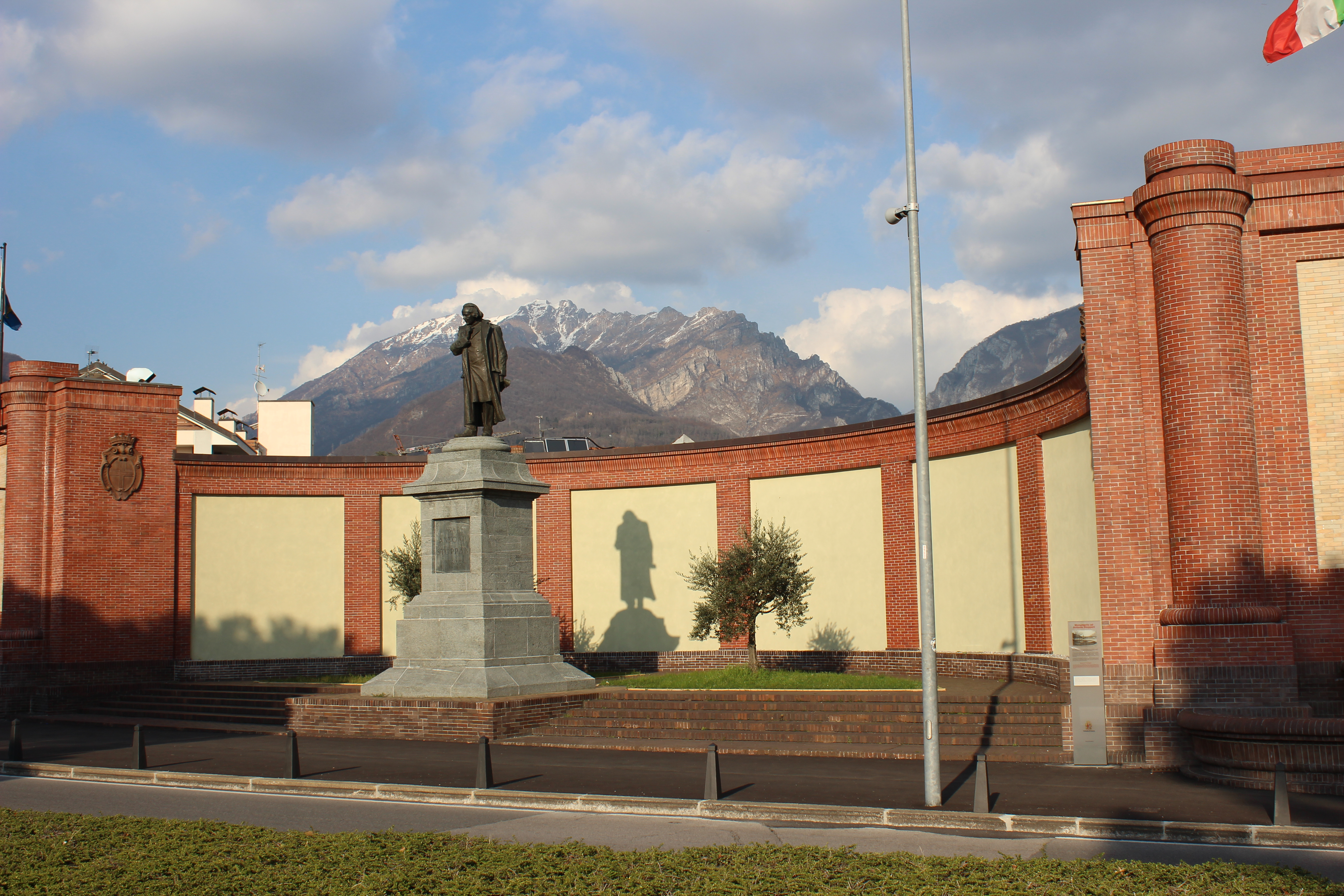
Monumento a Stoppani em Lecco

## Antropoceno
Em 1873 Stoppani reconheceu o crescente poder e impacto da humanidade nos sistemas da Terra e referiu-se à era antropozóica  uma ideia que possivelmente foi baseada em George Perkins Marsh que viveu na Itália e cuja obra, Man and Nature , foi traduzido para o italiano em 1872. Em uma edição posterior de Man and Nature publicada como The Earth as Modified by Human Action em 1874, Marsh observou:

Em um capítulo anterior, falei da influência da ação humana na superfície do globo como imensamente superior em grau à exercida por animais brutos, se não essencialmente diferente em espécie. O eminente geólogo italiano Stoppani vai mais longe do que eu ousei fazer e trata a ação do homem como um novo elemento físico totalmente sui generis. Segundo ele, a existência do homem constitui um período geológico que ele designa como a era Antropozóica. "A criação do homem", diz ele, "foi a introdução de um novo elemento na natureza, de uma força totalmente desconhecida em períodos anteriores".
A ideia de uma nova época geológica, o antropoceno, foi proposta em 2000 por Paul Crutzen e Eugene Stoermer. Enquanto alguns apontaram as ideias de Marsh, Stoppani, Teilhard de Chardin e Vladimir Vernadsky (noösphere) como precursores, outros apontaram uma distinção na época geológica proposta por Crutzen. Enquanto os efeitos do homem propostos no passado eram pequenos e graduais, os efeitos são nitidamente marcados no antropoceno de Crutzen.